# Lifehack
De term lifehack (of life hacking) verwijst naar onconventioneel gebruik van ICT en andere simpele hulpmiddelen die mensen helpen om te gaan met overvloed aan informatie.

## Geschiedenis
De Britse technologiejournalist Danny O'Brien introduceerde de term life hack nadat hij een groep super-productieve programmeurs over hun wijze van werken had geïnterviewd. Voor O'Brien tekende zich het patroon af dat deze programmeurs verbazingwekkende scripts bedachten en gebruikten, en gebruik maakten van sluipweggetjes om hun werk gedaan te krijgen. O'Brien vatte zijn onderzoek samen in een presentatie genaamd Life Hacks: Tech Secrets of Overprolific Alpha Geeks.
De term life hack sloeg erg aan en O'Brien bleef hem op verschillende andere conferenties verder uitdragen.

## Definitie
De oorspronkelijk definitie van de term life hack slaat terug op kleine slimme programmaatjes, shell scripts en andere CLI hulpmiddelen waarmee gegevensstromen verwerkt kunnen worden, zoals e-mail en RSS feeds. Dit zijn bijvoorbeeld hulpmiddelen om bestanden te synchroniseren, taken te volgen, geheugensteuntjes voor gebeurtenissen of e-mailfilters.
Gaandeweg verbreedde zich de betekenis, totdat alles dat op een slimme onconventionele manier een probleem oplost een life hack genoemd werd. De term werd populair in de weblog community's. Life hacks worden er enerzijds toegepast ter bescherming tegen overvloed aan informatie, anderzijds juist om meer prestaties te kunnen leveren.
Lifehacking is volgens Nederlands lifehacking-docent en -pionier Martijn Aslander een mix tussen timemanagement, kennismanagement en persoonlijke ontwikkeling, met een vleugje Web 2.0 en een vleugje MacGyver. Het gaat er volgens hem over hoe je informatie opspoort, organiseert, filtert en deelt, overzicht houdt en voorkomt dat je gaat lijden aan informatiestress. Lifehacking gaat over meer doen, in minder tijd met minder stress, zodat je slim kunt bewegen in de informatie en netwerksamenleving.
“Life” verwijst naar het persoonlijk aandachtsgebied om een probleem op te lossen, zoals persoonlijke productiviteit, organisatie of werkprocessen.
“Hack”, “hacking” en “hacker” hebben hun wortels in computer- en geek gemeenschappen, speciaal in die rondom open source computercode. Volgens de gezaghebbende Jargon File kan hack het kortst samengevat worden met “an appropriate application of ingenuity”, oftewel een passende vindingrijke oplossing.

## Ontwikkelingen
Danny O'Brien gaf zijn eerste presentatie over lifehacks in februari 2004. Na de conferentie heeft O'Brien even aan een website lifehacks.com gewerkt, maar die is nooit van de grond gekomen.
In September 2004 publiceerde Merlin Mann 43Folders, een weblog over productiviteitstrucs en life hacks, waarbij hij de Hipster PDA uitvond.
Weblog network Gawker Media introduceerde een blog toegewijd aan life hacks, Lifehacker.com, in januari 2005. In mei 2005 lanceerde onafhankelijk blogger Leon Ho de website Lifehack.org.
O'Brien and Mann schrijven een gezamenlijke column "Life Hacks" voor O'Reilly's Make magazine, voor het eerst in februari 2005. Evenzo presenteerden O'Brien and Mann een sessie Life Hacks Live op een conferentie in 2005.
De American Dialect Society verkoos lifehack (1 woord) als de opvolger van bruikbaarste woord van 2005 na podcast.
In voorjaar 2007, wordt een cursus life hacking gegeven op de University of Texas at Austin.
In Nederland is men niet achtergebleven. Aan de NHL Hogeschool wordt het vak lifehacking gedoceerd.